# Kon-Tiki (boek)
De Kon-Tikiexpeditie is de letterlijke vertaling van de titel van het boek dat Thor Heyerdahl schreef over zijn vlotreis over de Grote Oceaan.
Kon-Tiki was de naam van het vlot, genoemd naar de Inca-zonnegod, Viracocha, wiens oude naam "Kon-Tiki” zou zijn. Deze zou vermoedelijk dezelfde zijn als de godheid in het geloof van de voorvaderen van de Polynesiërs die hen tijdens hun overzeese migraties zou hebben geleid en beschermd, volgens de theorie dat de eilanden in de Stille Oceaan vanuit Zuid-Amerika waren bevolkt. De titel van het boek in de Nederlandse vertaling luidt:  De Kon-Tiki expeditie, 8000 km per vlot over de Grote Oceaan. In dit populaire boek beschreef Heyerdahl zijn belevenissen tijdens de vlotreis over de Grote Oceaan van Zuid-Amerika naar de Polynesische Eilanden. Gebruik makend van de passaat-winden, de Humboldtstroom voor de kust van Zuid-Amerika en de Pacifische Zuidequatoriale stroom ten zuiden van de evenaar toonde hij in april - augustus 1947 aan dat het voor de oorspronkelijke bewoners van de Zuid-Amerikaanse kustgebieden mogelijk moest zijn geweest met een van een zeil voorzien vlot, een primitief vaartuig zonder kiel of reling, die eilanden te bereiken.
De reis begon op 28 april 1947 bij  Callao in Peru. Heyerdahl en vijf metgezellen voeren 101 dagen lang op het vlot en legden meer dan 8000 kilometer af over de Grote Oceaan totdat het vlot op 7 augustus 1947 in de branding bij Raroia, een atol in de Tuamotueilandengroep (zie kaart) op een rif werd geworpen. De bemanning overleefde deze schipbreuk en wist het gehavende vlot grotendeels in veiligheid te brengen.

## Doel
Het idee was ontstaan in de jaren 30 tijdens Heyerdahls verblijf op het eiland Fatu Hiva, een van de Marquesas Eilanden. Heyerdahl geloofde dat mensen uit Zuid-Amerika zich zouden hebben kunnen vestigen in Polynesië vèr voor de tijd van Columbus: deze eilanden bleken reeds bewoond toen de eerste Europese ontdekkingsreizigers in de 16e-18e eeuw aandeden en in kaart brachten (zoals Jacob Roggeveen in 1722 het Paaseiland waar hij opvallend "blanke" bewoners aantrof). Heyerdahl meende dat er culturele overeenkomsten waren met Zuid-Aamerika, onder meer in het geloof in de godheid Kon-Tiki en in de daarvan aangetroffen afbeeldingen, waarnaar hij het vlot van de geplande expeditie vernoemde. Mogelijk waren er twee migraties geweest: een circa 500 na Chr. en een circa 1100 na Chr. 
Om de theorie over de mogelijke Zuid-Amerikaanse herkomst van de bevolking van de Polynesische Eilanden kracht bij te zetten wilde Heyerdahl metterdaad tonen dat zeereizen over lange afstanden met primitieve vaartuigen mogelijk moesten zijn geweest, zodra zeevaarders de kustwateren veilig hadden verlaten. Onder theoretisch ideale omstandigheden moest het volgens berekeningen in 97 dagen mogelijk zijn vanuit Zuid-Amerika de Marqueasas Eilanden te bereiken. Het doel van de Kon-Tiki-expeditie was met gebruik van materialen en technologieën die beschikbaar waren voor de mensen uit die tijd, aan te tonen dat deze reis werkelijk reeds in het late Stenen Tijdperk mogelijk was. Thor Heyerdahl had echter wel moderne apparatuur zoals een radio, horloges, sextant, messen en andere metalen voorwerpen aan boord.
Thor Heyerdahls boek over zijn ervaringen werd een bestseller. Er is in 1950 een documentaire en in 2012 een film over de expeditie gemaakt. Het oorspronkelijke vlot Kon-Tiki wordt in Oslo in het Kon-Tiki museum tentoongesteld.

## Bemanning
De Kon-Tiki werd bemand door zes mannen, vijf Noren en één Zweed (Bengt Danielsson). Als metgezel hadden zij ook een papegaai aan boord, genaamd Lorita.
- Thor Heyerdahl (1914-2002) was expeditieleider.
- Erik Hesselberg (1914-1972) was de navigator en kunstenaar. Hij schilderde een afbeelding van de grote Kon-Tiki-figuur op het zeil van het vlot.
- Bengt Danielsson (1921-1997) had de rol van kwartiermeester. Hij was belast met levering van de dagelijkse rantsoenen. Danielsson was een Zweedse antropoloog en diende ook als vertaler. Hij sprak als enige lid van de bemanning Spaans. Later keerde hij terug naar Raroia, het eiland waarop ze landden en schreef daarover een proefschrift en boeken.
- Knut Haugland (1917-2009) was radiomarconist. In de Tweede Wereldoorlog zat hij in het Noorse verzet en was toen betrokken bij Operatie Freshman. Hij kreeg hiervoor een hoge Britse onderscheiding.
- Torstein Raaby (1920-1964) was ook een Noorse verzetsheld en radiotelegrafist, die tijdens de Tweede Wereldoorlog belangrijke informatie doorspeelde aan de geallieerden.
- Herman Watzinger (1910-1986) was een technisch ingenieur die meetapparatuur bediende. Hij deed meteorologische en hydrografische metingen.

## Constructie van het vlot
Het grootste gedeelte van het vlot was samengesteld uit negen balsa boomstammen tot 14 meter lang, 60 cm in diameter, vastgesjord met 3 cm dik henneptouw. Deze bomen waren voor de bouw van het vlot gekapt in Ecuador. Achter de grote mast was een hut gebouwd van gevlochten bamboe 4 m lang en 8 m breed was en ongeveer 1,5 m hoog, bedekt met bananenblad en riet. Op het achtersteven was een 6 m lang roer van mangrovehout. Het grootzeil was 4,6 bij 5,5 meter. Voor de constructie was geen gebruik gemaakt van moderne materialen of onderdelen zoals spijkers of ijzerdraad.
Critici betoonden zich pessimistisch over de kans op welslagen van de expeditie. Terwijl de expeditieleden bezig waren met de constructie van het vlot in Peru, kregen zij van scheepvaartdeskundigen weinig bemoedigende commentaren. Thor Heyerdahl schrijft dat de deskundigen die kwamen kijken, voorspelden dat het vlot de verkeerde afmetingen had. Het zou in de eerste de beste storm kantelen en breken. Het balsahout dat ze gebruikten zou na een maand doortrokken zijn van zeewater en zinken. Het hutje zou bij storm overboord geblazen worden en ze zouden het in ieder geval niet overleven omdat de menselijke huid het zoute water niet zou kunnen verdragen dat tijdens een maandenlange reis onvermijdelijk tussen de stammen doorsijpelde. Een marineattaché verwedde zelfs alle whisky die de mannen de rest van hun leven zouden kunnen drinken, als ze heelhuids op een eiland in de Grote Oceaan zouden aankomen.

## Leeftocht
Als leeftocht namen de mannen 250 liter zoet bronwater in bamboebuizen mee. Als levensmiddelen 200 kokosnoten, zoete aardappelen, fleskalebassen en andere vruchten en wortels. Verder kregen ze noodrantsoenen mee van het Amerikaanse leger die ze mochten gebruiken, mits ze over bruikbaarheid zouden rapporteren. Onderweg hebben zij enorme hoeveelheden vis gevangen en verorberd.

## Communicatie
De expeditie nam drie waterdichte radiozenders mee aan boord: een kortegolfzender op de 40- en 20-meter band en twee ultrakorte golfzenders de 10-meterband en de 6-meterband. Bij bepaalde atmosferische omstandigheden (samenhangend met zonnevlekken) kunnen deze zenders een enorm bereik halen, wat erg belangrijk was in een tijd zonder communicatiesatellieten. Dankzij de vaardigheden van de twee radiotelegrafisten met hun ervaring in de Tweede Wereldoorlog met het gebruik van radiocommunicatie onder primitieve omstandigheden voor spionagedoeleinden, hield het vlot regelmatig contact met radioamateurs in de Verenigde Staten, Canada en Zuid-Amerika, die weer over de ervaringen van de expeditieleden rapporteerden aan de Noorse ambassade in Washington. Op 2 augustus 1947 lukte het Haugland om direct contact te krijgen met een radiozendamateur in Oslo, Noorwegen, een afstand van ongeveer 15.000 kilometer met een zendertje met een vermogen van 3 watt!

## Reisverloop

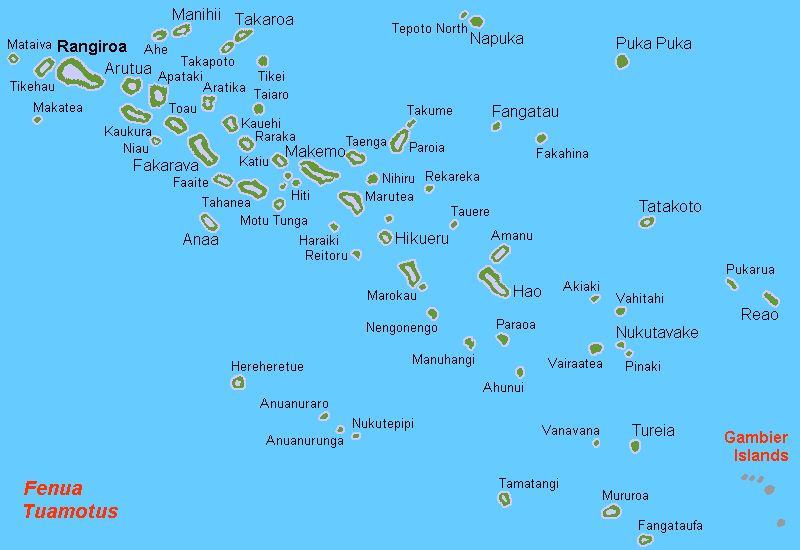
De Tuamotueilanden. Rechts boven is de plaats van het atol Puka Puka aangegeven. Verder de eilanden Fangatau en Raroia (als Paroia gespeld)

De Kon-Tiki verliet Callao, Peru, op de middag van 28 april 1947. Het werd eerst 90 km met hulp van de Peruaanse marine naar open zee gesleept om er zeker van te zijn dat ze verder zouden worden meegevoerd met de Humboldtstroom. De oostelijke passaatwinden stuwden het vlot verder in westelijke richting.
De bemanning kreeg voor het eerst weer land in zicht op 30 juli, dat was het atol van Puka Puka (Tuamotueilanden), onderdeel van Frans-Polynesië) (zie kaartje). Op 4 augustus, op de 97ste dag na het vertrek, bereikte het vlot het atol Fangatau van de Tuamotueilandengroep. De bemanning maakte kortstondig contact met de inwoners van het eiland Fangatau, maar konden daar niet veilig met hun vlot aan land komen.
Op 7 augustus kwam de reis niet zo roemvol ten einde toen het vlot te pletter sloeg op een rif en strandde op een onbewoond atol bij Raroia Island (ook in de Tuamotueilandengroep). De expeditie had inmiddels de afstand van ongeveer 3770 nautische mijl (ca. 6980 km) in 101 dagen afgelegd, met een gemiddelde snelheid van 2,9 kilometer per uur. Ze wisten een groot deel van de lading te bergen. Ze werden een dag later door bewoners van een naburig dorp (120 inwoners) op een bewoond eiland bij het atol meegenomen en feestelijk, dus toch roemvol, ingehaald. De Franse gouverneur op Tahiti zorgde ervoor dat een schip van de overheid, de Franse schoener Tamara, hielp met het wegslepen van het vlot naar de bewoonde wereld.

## Biodiversiteit
Opvallend voor lezers uit de 21ste eeuw is de beschrijving van de enorme rijkdom aan zeedieren die zij onderweg tegenkwamen. De zes mannen konden zich ruimschoots voeden met zelf gevangen vis zoals vliegende vissen (Exocoetidae), goudmakrelen (Coryphaena hippurus in het boek dolfijnvissen genaamd, ook wel dorado geheten), geelvintonijn, bonito en inktvissen. Thor Heyerdahl, die ook een opleiding in de mariene biologie achter de rug had, geeft levendige beschrijvingen van vissen, haaien en andere zeedieren zoals walvissen. Zij vangen haaien met bijna hun blote handen en zien dan dat de loodsmannetjes die deze haaien begeleiden, het vlot als gastheer kiezen. Verder beschrijft Heyerdahl het bezoek van een enorme walvishaai.

## Bibliografische informatie
- Oorspronkelijke titel:
Thor Heyerdahl, 1948, 1950. Kon-Tiki ekspedisjonen, Gyldendal Norsk Forlag.
- Titel in het Nederlands:
Thor Heyerdahl, 1950. De Kon-Tiki expeditie - 8000 kilometer per vlot over de Grote Oceaan. Vertaald door Amy van Marken. Scheltens & Giltay (vierde druk z.j., tiende druk in 1955, daarna twee herdrukken in 1973 en een in 2007), 242 pagina's. ISBN 978-90-77895-11-5

## Noot
1. ↑  In het boek Angatau genaamd